# 972 Cohnia
972 Cohnia је астероид главног астероидног појаса. Приближан пречник астероида је 75,65 , 
а средња удаљеност астероида од Сунца износи 3,059 астрономских јединица (АЈ). 
Инклинација (нагиб) орбите у односу на раван еклиптике је 8,359 степени, а орбитални период износи 1955,024 дана (5,352 година). Ексцентрицитет орбите астероида износи 0,233. 
Апсолутна магнитуда астероида износи 9,50 а геометријски албедо 0,048.
Астероид је откривен 18. јануара 1922. године.